# Hyuk Lee
Hyuk Lee (en coréen 이혁), né le 4 janvier 2000 à Séoul, est un pianiste sud-coréen.
Il remporte en 2022 le 1er prix du Concours international de piano Long-Thibaud.

## Biographie
Hyuk Lee débute le piano, en même temps que le violon, à l'âge de 3 ans.
À 14 ans, il part vivre à Moscou où il étudie au Conservatoire Tchaïkovsky avec le professeur Vladimir Ovchinnikov, qui lui fait découvrir tous les répertoires du piano et qui l'aide à développer son esprit musical.  
En 2012, Il est lauréat du 1er prix et du prix du meilleur concerto au Concours international Chopin de Moscou pour jeunes pianistes ; il a alors douze ans.
À partir de 2013, il travaille avec le professeur Stefan Arnold à l’Académie de musique et des arts du spectacle de Vienne, pour étendre son répertoire à la musique allemande et autrichienne.
En 2016, à 16 ans – plus jeune participant dans les annales de l'histoire –, il remporte le 10e  Concours international Ignacy Jan Paderewski à Bydgoszcz, en Pologne. Il est également, avec le 3e prix, lauréat du 10e International Hamamatsu Piano Competition en 2018.
Il est en outre finaliste du 18e Concours international de piano Frédéric-Chopin à Varsovie en octobre 2021, puis remporte, la même année, le 1er prix du 17e concours Animato – Chopin Edition, à Paris.
En mai 2023, il est lauréat du Prix Cortot 2023 de l'École Normale de Musique de Paris, pour un récital de piano autour de Beethoven, Liszt, Schumann.

## Prix remportés
- 2012 : 8e Concours international Chopin de Moscou pour jeunes pianistes (premier prix et prix du meilleur concerto)
- 2016 : 10e Concours international Ignacy Jan Paderewski (premier prix)
- 2018 : 10e International Hamamatsu Piano Competition (troisième prix)
- 2018 : 17e concours Animato – Chopin Edition (premier prix)
- 2022 : Concours international de piano Long-Thibaud (premier prix)
- 2023 : Prix Cortot 2023